# Capoompeta-Nationalpark

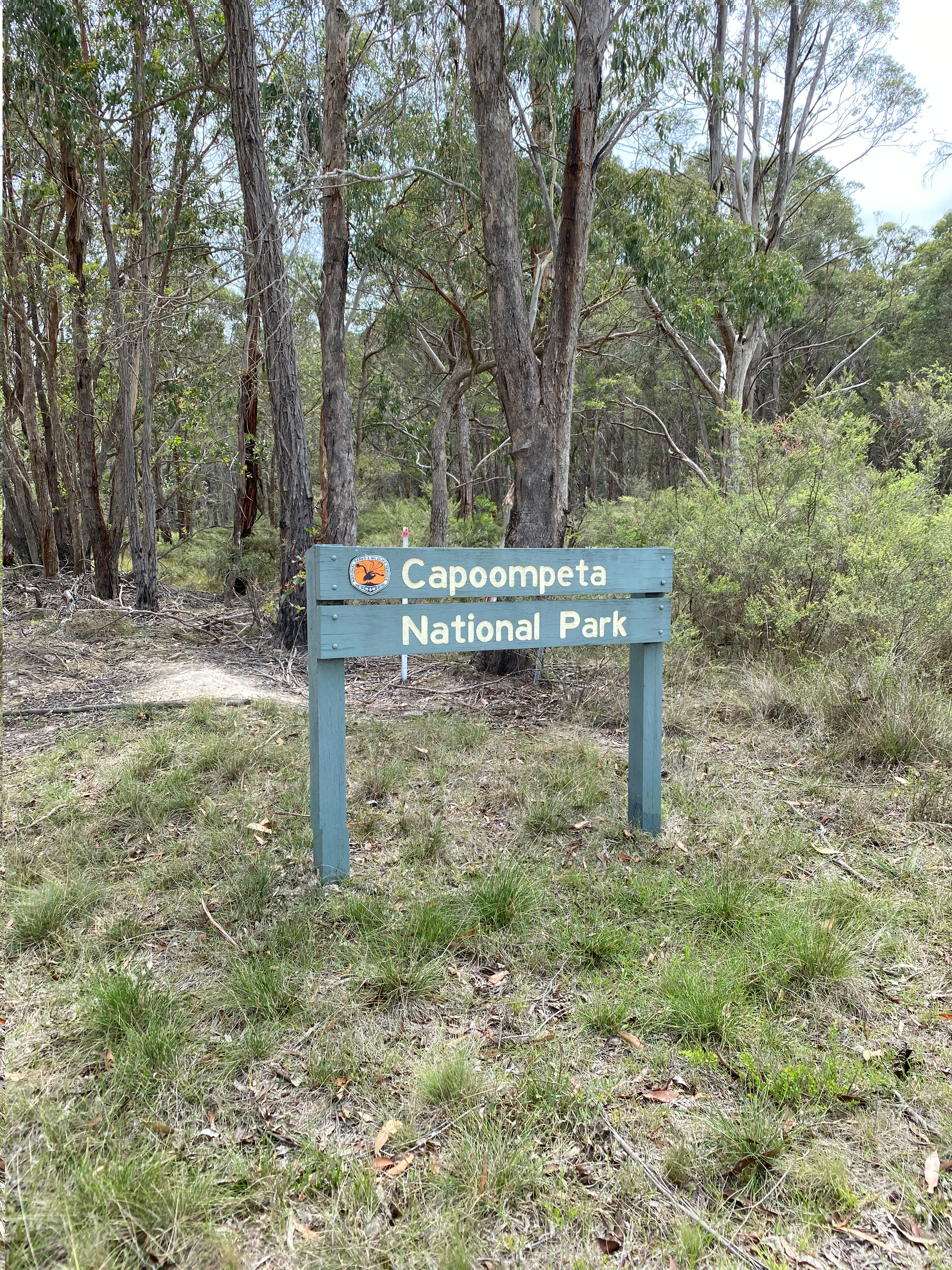
Capoompeta National Park

Der Capoompeta-Nationalpark ist ein Nationalpark im Nordosten des australischen Bundesstaates New South Wales, 505 Kilometer nördlich von Sydney, 68 Kilometer nordöstlich von Glen Innes und 42 Kilometer südlich von Tenterfield.
Der Nationalpark liegt westlich des Washpool-Nationalparks. Zusammen mit diesem, dem Barool-Nationalpark, dem Gibraltar-Range-Nationalpark und dem Nymboida-Nationalpark bildet er eine zusammenhängende Region, in der Granitfelsen, enge Flusstäler, subtropischer Regenwald und hohe Eukalyptuswälder zu sehen sind.
Im Park gibt es außer den Durchfahrtsstraßen keine touristische Einrichtungen.